# واربا (مینه‌سوتا)
واربا، مینه‌سوتا (به انگلیسی: Warba, Minnesota) یک شهر در ایالات متحده آمریکا است که در شهرستان ایتاسکا، مینه‌سوتا واقع شده‌است.

## خصوصیات
واربا ۸٫۴۷ کیلومترمربع مساحت و ۱۸۱ نفر جمعیت دارد و ۳۹۱ متر بالاتر از سطح دریا واقع شده‌است.